# Pancho Puelma
Aurelio Francisco Puelma Zbinden (Viña del Mar, 1 de julio de 1959), más conocido como Pancho Puelma, es un cantante chileno.

## Biografía
Sus padres son Francisco Puelma Cruz y Adriana Zbinden Silva.
Comenzó a estudiar piano en el conservatorio de su ciudad natal en 1967. Cursó sus estudios en el Colegio Alemán de Valparaíso y en 1978 ingresó a estudiar arquitectura en la Universidad Católica de Valparaíso.
Abandonó su carrera, comenzó a componer y se trasladó a Santiago. Fue integrante del grupo pop Q.E.P. en 1985 y al año siguiente grabó el tema «Esperando nacer», que se convirtió en su mayor éxito, ocupando la primera posición en los rankings de varias radios chilenas. Ese mismo año lanzó su primer álbum, con el mismo título del tema.
Formó un grupo llamado Pancho Puelma y Los Socios, integrado, entre otros, por el guitarrista Roberto Lizarzaburu (ex Banda Metro) y el baterista Mauricio Clavería (más tarde miembro de La Ley). Con ellos, grabó su segundo álbum Y ya había amanecido. Fue habitualmente invitado a programas de televisión y participó en el Festival de la OTI 1986, la Teletón 1987 y el Festival de Viña del Mar de 1988.
A partir de entonces, problemas personales, con la ley y de drogadicción motivaron la interrupción de su carrera. Nuevos discos, el trabajo en jingles publicitarios y su desempeño musical en hoteles y centros de turismo le hicieron recuperarse.
En 2005 fue parte de la competencia del programa Rojo Vip, de TVN. Desde entonces ha participado en distintos festivales y el 2008 lanzó su disco No me canso. Fue parte del jurado internacional en el Festival de Viña del Mar 2003 y se presentó en la Teletón 2008.
Apoyó la candidatura de Sebastián Piñera para las elecciones presidenciales de 2009-2010, grabando un jingle para su campaña.
En 2011 fue internado en el hospital por un cuadro depresivo. Una recaída en su drogadicción le hizo estar internado por más de un año en una comunidad terapéutica, donde fue rehabilitado. Desde entonces, regresó a la música; participó en 2013 en la Cumbre del Rock Chileno y sigue en activo con su antiguo grupo Pancho Puelma y Los Socios.
Se casó con Karin Peters y en segundas nupcias con Beatriz Esper Parraguirre. Tiene tres hijos.

## Discografía[2][10]
- Esperando nacer (1986)
- Y ya había amanecido (1987)
- Volver a nacer (1997)
- Aire nuevo (2003)
- Y no me canso (2008)